# Tour de Normandie femminile
Il Tour de Normandie è una corsa a tappe femminile di ciclismo su strada che si svolge in Francia, ogni anno all'inizio di marzo. Creato nel 2023, è stato subito inserito nel Calendario internazionale femminile UCI nella classe 2.1.

## Albo d'oro
Aggiornato al 2023
| Anno | Vincitore       | Secondo         | Terzo          |
| ---- | --------------- | --------------- | -------------- |
| 2023 | Cédrine Kerbaol | Gladys Verhulst | Martina Alzini |